# Sinuatophloeus juvencus
Sinuatophloeus juvencus is een keversoort uit de familie dwergschorskevers (Laemophloeidae). De wetenschappelijke naam van de soort werd in 1921 gepubliceerd door Kessel.